# 34771 Lilauren
34771 Lilauren este o planetă minoră (asteroid) din centura de asteroizi. A fost descoperită pe 25 august 2001 la Experimental Test Site⁠(d) de Lincoln Near-Earth Asteroid Research. 
Obiectul prezintă o orbită caracterizată de o semiaxă mare de 2,4481502 UAi, o excentricitate de 0,16, o înclinație de 3,03565 ° în raport cu ecliptica.